# Charles Cliquet
Charles Cliquet (né à Imphy le 21 janvier 1891 et mort à Paris 12e le 27 mars 1956) est un résistant français qui participe activement, dès juin 1940, au passage de clandestins en zone libre, notamment pour le compte du réseau d'évasion anglais du S.I.S. Pat O'Leary, spécialisé dans le rapatriement des pilotes ou celui de l’Organisation civile et militaire.
Dénoncé, arrêté et torturé en 1943, puis envoyé à Buchenwald, il s’en évade et rejoint les alliés, le 11 avril 1945.
Membre des Forces françaises de l'intérieur (FFI), Charles Cliquet est nommé Compagnon de la Libération, au titre de la résistance intérieure, le 26 septembre 1945.

## Biographie
Issu d’une famille du Nord de la France fixée en Bourgogne au XIXe siècle, Charles Cliquet, fils d’un entrepreneur également prénommé Charles, voit le jour à Imphy, dans la Nièvre, le 21 janvier 1891.
Marié dans les années 1920 à Solange Hubert (1898 - 1962), il est père de deux enfants : François-Louis (décédé) et Armand (décédé), eux-mêmes impliqués dans des actions de résistance.
Doté d’une licence en Droit, Charles prend la direction de l’entreprise familiale, une petite usine de fabrication de céramique, les porcelaines Hubert-Bouchard, à Vierzon.
L’entreprise, connaissant de grandes difficultés, est mise en faillite à la fin des années 1930. Charles Cliquet entreprend alors des études de médecine, dont le déroulement est fortement perturbé par l’entrée de la France en guerre, en 1939. S’il exerce durant la guerre dans une clinique de Vierzon, c’est à la Libération qu’il termine ses études, avant de s’installer à Montreuil-sous-Bois.
Avec son épouse Solange, il s’engage dans la résistance dès juin 1940, aidant de très nombreuses personnes à passer la ligne de démarcation sur le Cher.
Il meurt, le 27 mars 1956, des suites de sa déportation à l’hôpital Saint-Antoine. Son corps est inhumé dans le caveau de la famille Cliquet, au cimetière de Vierzon-ville, à Vierzon dans le Cher.

## Actes de Résistance
Dès juin 1940, Charles Cliquet, aidé activement de sa femme Solange, commence ses activités de résistance, faisant franchir la ligne de démarcation, qui passe au bout de son jardin, à des détachements français et à des prisonniers évadés.
Arrêté sur dénonciation en juillet 1940, il est incarcéré à la prison de Vierzon. Libéré cinq jours plus tard faute de charges suffisantes, il reprend ses activités de passeur.
Il réalise également, avec l’aide de son épouse Solange, elle-même résistante, membre du réseau Pat O'Leary de la France Libre qu'elle intègre dès décembre 1940, des faux papiers.
Son activité de passeur le met en relation avec un grand nombre d’organisations de résistance et de renseignements, tant françaises qu'alliées, qui font largement appel à ses services, soit comme passeur d’hommes, soit en lui confiant renseignements et documents pour la transmission desquels il traverse lui-même la ligne de démarcation.
En août 1942, à la suite d'une nouvelle dénonciation, son domicile fait l’objet d’une perquisition de la part de la gendarmerie allemande.
En août 1942, il est à nouveau dénoncé, et emprisonné avec son épouse, puis relâchés tous les deux, faute de preuves.
Son activité de passeur permet, de juin 1940 à mars 1943, à plus de 1 000 personnes, prisonniers évadés, agents de services de renseignements, membres des forces alliées (dont 21 aviateurs anglais et américains et 5 Canadiens qui avaient participé au débarquement de Dieppe ), de franchir la ligne de démarcation, et de rejoindre ainsi l’Angleterre.
Le 23 mars 1943, son nom ayant été retrouvé par les Allemands dans les papiers d’un officier anglais appartenant à l’organisation chargée de l’aide aux aviateurs anglais, Charles Cliquet est de nouveau arrêté. Il subit 17 jours d’interrogatoire à Bourges, mais, malgré les menaces et les tortures, ne livre aucun renseignement à la Gestapo.
Il est transféré à Fresnes, puis, le 13 septembre, à Sarrebruck, puis à Buchenwald. Affecté au kommando de Laura (rattaché à Buchenwald), il travaille à la fabrication des V1 et V2.
En juin 1944, il se porte volontaire pour un autre kommando de travail, à Deutz, espérant bénéficier de plus d'occasions pour s’échapper. Il s’évade effectivement le 6 février 1945, mais est repris par la Gestapo dix jours plus tard, alors qu’il allait franchir le Rhin.
Conduit à Kaiserau, privé de nourriture pendant quatre semaines, il s’évade cependant de nouveau le 11 avril, traverse les lignes allemandes à Ründeroth, et rejoint les lignes alliées.
À la Libération, il termine ses études de médecine, et s’installe à Montreuil-sous-Bois.
Titulaire de nombreuses décorations, honoré par les alliés, Charles Cliquet, affaibli par sa déportation, meurt le 27 mars 1956 à l’hôpital Saint-Antoine, à Paris. Il est inhumé dans le caveau familial au cimetière de Vierzon-Ville.

## Reconnaissance

### Décorations
- Chevalier de la Légion d'honneur
- Compagnon de la Libération par décret du 26 septembre 1945[11]
- Croix de guerre 1939–1945 (3 citations)
- Médaille des évadés
- Croix du combattant volontaire de la Résistance
- Croix du combattant
- Médaille commémorative des services volontaires dans la France libre
- Médaille d'Argent des Épidémies en qualité de médecin
- Médaille de la Liberté (USA)
- King's Medal for Courage in the Cause of Freedom (GB)

Du fait de la plaque tournante qu'il avait établi sur la ligne de démarcation qui passait dans sa propriété, et qui permit à de nombreux militaires, aviateurs et agents des services de renseignements britanniques et alliés de rejoindre Londres, via la zone libre, Charles Cliquet fut honoré de la Medal of Freedom (États-Unis), et de la King's Medal for Courage in the Cause of Freedom (Grande-Bretagne).

### Hommages
- À Vierzon, deux voies publiques, portent son nom : le passage Docteur Charles Cliquet, située en centre ville, et la route Charles Cliquet  ("Compagnon de la Libération"), dans le quartier de Vierzon Villages, non loin de son ancienne habitation vierzonnaise. Cette dernière est elle-même traversée par la rivière du Cher. Le point de passage est le Pont Charles Cliquet.
- En 2010, à l’occasion des visites guidées du cimetière de Vierzon-ville organisées pour les fêtes du patrimoine, sa tombe et son histoire sont signalées aux visiteurs[12]

- Le site Internet du Conseil général de la Nièvre le référence parmi les « Nivernais célèbres » [13]